# The King of Kings
The King of Kings (Brasil: O Rei dos Reis) é um filme mudo estadunidense de 1927, do gênero épico, dirigida por Cecil B. DeMille.

## Sinopse
Relata a história de Jesus Cristo de acordo com os evangelhos.

## Elenco principal
- H. B. Warner .... Jesus Cristo
- Dorothy Cumming .... Maria, mãe de Jesus
- Ernest Torrence .... Pedro
- Joseph Schildkraut .... Judas Iscariotes
- Victor Varconi .... Pôncio Pilatos
- Tom London .... Soldado romano (não-creditado)
- William Boyd ...Simão Cirineu
- Sōjin Kamiyama ...Príncipe da Pérsia (creditado Sojin)
- Edward Hearn (não-creditado)
- Jacqueline Logan ... Maria Madalena